# 강동 김씨
강동 김씨(江東金氏)는 평양시 강동군을 본관으로 하는 한국의 성씨이다.

## 역사
김충남(金忠枏)의 증손자인 김윤해(金潤海, 1668년 ~ ?)가 1696년(숙종 22년) 식년시(式年試) 문과에 병과(丙科)로 급제하고, 1717년 병조좌랑(兵曹佐郞), 1718년(숙종 44년) 단천군수(端川郡守), 1724년 북청도호부사(北靑都護府使) 등을 거쳐 1729년(영조 5년) 경성판관(鏡城判官)을 지냈다.

## 인물
- 김성식(金成植, 1958년 ~ ) : 제20대 국회의원 (국민의당)

## 인구
- 2000년 413가구 1,236명
- 2015년 276명